# 6 Hours of Spa-Francorchamps 2020

Tor Circuit de Spa-Francorchamps

6 Hours of Spa-Francorchamps 2020 (Total 6 Hours of Spa-Francorchamps 2020) – długodystansowy wyścig samochodowy, który odbył się 15 sierpnia 2020 roku. Był on szóstą rundą sezonu 2019/2020 serii FIA World Endurance Championship.

## Harmonogram
| Dzień                 | Godzina | Sesja                             | Długość  |
| --------------------- | ------- | --------------------------------- | -------- |
| Czwartek, 13 sierpnia | 16:25   | Pierwsza sesja treningowa         | 90 minut |
| Piątek, 14 sierpnia   | 9:30    | Druga sesja treningowa            | 90 minut |
| Piątek, 14 sierpnia   | 14:00   | Trzecia sesja treningowa          | 60 minut |
| Piątek, 14 sierpnia   | 18:00   | Kwalifikacje LMGTE Pro i LMGTE Am | 20 minut |
| Piątek, 14 sierpnia   | 18:30   | Kwalifikacje LMP1 i LMP2          | 20 minut |
| Sobota, 15 sierpnia   | 13:30   | Wyścig                            | 6 godzin |
| Źródło                |         |                                   |          |

## Sesje treningowe
| Klasa          | Zespół                    | Samochód                 | Czas           | Okr.           |
| Sesja pierwsza | Sesja pierwsza            | Sesja pierwsza           | Sesja pierwsza | Sesja pierwsza |
| -------------- | ------------------------- | ------------------------ | -------------- | -------------- |
| LMP1           | #1 Rebellion Racing       | Rebellion R13            | 2:02,469       | 29             |
| LMP2           | #29 Racing Team Nederland | Oreca 07                 | 2:03,888       | 36             |
| LMGTE Pro      | #92 Porsche GT Team       | Porsche 911 RSR-19       | 2:16,057       | 28             |
| LMGTE Am       | #83 AF Corse              | Ferrari 488 GTE Evo      | 2:17,853       | 29             |
| Sesja druga    |                           |                          |                |                |
| LMP1           | #1 Rebellion Racing       | Rebellion R13            | 2:00,878       | 37             |
| LMP2           | #36 Signatech Alpine ELF  | Alpine A470              | 2:03,371       | 33             |
| LMGTE Pro      | #97 Aston Martin Racing   | Aston Martin Vantage AMR | 2:14,678       | 33             |
| LMGTE Am       | #56 Team Project 1        | Porsche 911 RSR          | 2:16,991       | 30             |
| Sesja trzecia  |                           |                          |                |                |
| LMP1           | #1 Rebellion Racing       | Rebellion R13            | 1:59,605       | 9              |
| LMP2           | #29 Racing Team Nederland | Oreca 07                 | 2:03,170       | 13             |
| LMGTE Pro      | #92 Porsche GT Team       | Porsche 911 RSR-19       | 2:14,558       | 8              |
| LMGTE Am       | #83 AF Corse              | Ferrari 488 GTE Evo      | 2:16,833       | 12             |

## Kwalifikacje
Pole position w każdej kategorii oznaczone jest pogrubieniem.
| Poz.   | Klasa     | Zespół                      | Średnia  | Strata  | Poz. s. |
| ------ | --------- | --------------------------- | -------- | ------- | ------- |
| 1      | LMP1      | #1 Rebellion Racing         | 1:59,577 | —       | 1       |
| 2      | LMP1      | #8 Toyota Gazoo Racing      | 2:00,417 | +0,840  | 2       |
| 3      | LMP1      | #7 Toyota Gazoo Racing      | 2:01,070 | +1,493  | 3       |
| 4      | LMP1      | #4 ByKolles Racing Team     | 2:01,907 | +2,330  | 4       |
| 5      | LMP2      | #22 United Autosports       | 2:02,148 | +2,571  | 5       |
| 6      | LMP2      | #38 JOTA                    | 2:03,697 | +4,120  | 6       |
| 7      | LMP2      | #42 Cool Racing             | 2:03,956 | +4,379  | 7       |
| 8      | LMP2      | #37 Jackie Chan DC Racing   | 2:04,198 | +4,621  | 8       |
| 9      | LMP2      | #36 Signatech Alpine ELF    | 2:04,235 | +4,658  | 9       |
| 10     | LMP2      | #33 High Class Racing       | 2:04,710 | +5,133  | 10      |
| 11     | LMP2      | #47 Cetilar Racing          | 2:05,547 | +5,970  | 11      |
| 12     | LMGTE Pro | #92 Porsche GT Team         | 2:14,207 | +14,630 | 12      |
| 13     | LMGTE Pro | #97 Aston Martin Racing     | 2:14,635 | +15,058 | 13      |
| 14     | LMGTE Pro | #95 Aston Martin Racing     | 2:14,643 | +15,066 | 14      |
| 15     | LMGTE Pro | #91 Porsche GT Team         | 2:14,923 | +15,346 | 15      |
| 16     | LMGTE Pro | #71 AF Corse                | 2:15,356 | +15,779 | 16      |
| 17     | LMGTE Pro | #51 AF Corse                | 2:15,383 | +15,806 | 17      |
| 18     | LMGTE Am  | #77 Dempsey - Proton Racing | 2:16,519 | +16,942 | 18      |
| 19     | LMGTE Am  | #56 Team Project 1          | 2:16,649 | +17,072 | 19      |
| 20     | LMGTE Am  | #57 Team Project 1          | 2:17,145 | +17,568 | 20      |
| 21     | LMGTE Am  | #98 Aston Martin Racing     | 2:17,563 | +17,986 | 21      |
| 22     | LMGTE Am  | #83 AF Corse                | 2:17,593 | +18,016 | 22      |
| 23     | LMGTE Am  | #90 TF Sport                | 2:17,658 | +18,081 | 23      |
| 24     | LMGTE Am  | #54 AF Corse                | 2:18,314 | +18,737 | 24      |
| 25     | LMGTE Am  | #88 Dempsey - Proton Racing | 2:18,841 | +19,264 | 25      |
| 26     | LMGTE Am  | #62 Red River Sport         | 2:18,945 | +19,368 | 26      |
| 27     | LMGTE Am  | #86 Gulf Racing             | 2:18,947 | +19,370 | 27      |
| 28     | LMP2      | #35 Eurasia Motorsport      | 2:18,997 | +19,420 | 28      |
| 29     | LMP2      | #29 Racing Team Nederland   | 2:02,744 | +3,167  | 29      |
| Źródła |           |                             |          |         |         |

## Wyścig

### Wyniki
Minimum do bycia sklasyfikowanym (70 procent dystansu pokonanego przez zwycięzców wyścigu) wyniosło 100 okrążeń. Zwycięzcy klas są oznaczeni pogrubieniem.
| Poz.              | Klasa     | Zespół                      | Kierowcy                                                 | Samochód                 | Opony | Okr. | Czas/Strata  |
| ----------------- | --------- | --------------------------- | -------------------------------------------------------- | ------------------------ | ----- | ---- | ------------ |
| 1                 | LMP1      | #7 Toyota Gazoo Racing      | Mike Conway Kamui Kobayashi José María López             | Toyota TS050 Hybrid      | M     | 143  | 6:00:02,534  |
| 2                 | LMP1      | #8 Toyota Gazoo Racing      | Sébastien Buemi Kazuki Nakajima Brendon Hartley          | Toyota TS050 Hybrid      | M     | 143  | +34,170      |
| 3                 | LMP1      | #1 Rebellion Racing         | Bruno Senna Gustavo Menezes Norman Nato                  | Rebellion R13            | M     | 142  | +1 okrążenie |
| 4                 | LMP2      | #22 United Autosports       | Philip Hanson Filipe Albuquerque Paul di Resta           | Oreca 07                 | M     | 140  | +3 okrążenia |
| 5                 | LMP2      | #42 Cool Racing             | Nicolas Lapierre Antonin Borga Alexandre Coigny          | Oreca 07                 | M     | 139  | +4 okrążenia |
| 6                 | LMP2      | #29 Racing Team Nederland   | Frits van Eerd Giedo van der Garde Job van Uitert        | Oreca 07                 | M     | 139  | +4 okrążenia |
| 7                 | LMP2      | #38 JOTA                    | Roberto González António Félix da Costa Anthony Davidson | Oreca 07                 | G     | 139  | +4 okrążenia |
| 8                 | LMP2      | #47 Cetilar Racing          | Roberto Lacorte Andrea Belicchi Giorgio Sernagiotto      | Dallara P217             | M     | 137  | +6 okrążeń   |
| 9                 | LMGTE Pro | #92 Porsche GT Team         | Michael Christensen Kévin Estre                          | Porsche 911 RSR-19       | M     | 135  | +8 okrążeń   |
| 10                | LMGTE Pro | #95 Aston Martin Racing     | Marco Sørensen Nicki Thiim                               | Aston Martin Vantage AMR | M     | 135  | +8 okrążeń   |
| 11                | LMGTE Pro | #97 Aston Martin Racing     | Alex Lynn Maxime Martin                                  | Aston Martin Vantage AMR | M     | 135  | +8 okrążeń   |
| 12                | LMGTE Pro | #51 AF Corse                | James Calado Alessandro Pier Guidi                       | Ferrari 488 GTE Evo      | M     | 135  | +8 okrążeń   |
| 13                | LMGTE Pro | #91 Porsche GT Team         | Gianmaria Bruni Richard Lietz                            | Porsche 911 RSR-19       | M     | 135  | +8 okrążeń   |
| 14                | LMGTE Pro | #71 AF Corse                | Davide Rigon Miguel Molina                               | Ferrari 488 GTE Evo      | M     | 135  | +8 okrążeń   |
| 15                | LMGTE Am  | #83 AF Corse                | François Perrodo Emmanuel Collard Nicklas Nielsen        | Ferrari 488 GTE Evo      | M     | 134  | +9 okrążeń   |
| 16                | LMGTE Am  | #77 Dempsey - Proton Racing | Christian Ried Riccardo Pera Matt Campbell               | Porsche 911 RSR          | M     | 134  | +9 okrążeń   |
| 17                | LMGTE Am  | #90 TF Sport                | Salih Yoluç Charles Eastwood Jonathan Adam               | Aston Martin Vantage AMR | M     | 134  | +9 okrążeń   |
| 18                | LMGTE Am  | #56 Team Project 1          | Egidio Perfetti Laurents Hörr Matteo Cairoli             | Porsche 911 RSR          | M     | 133  | +10 okrążeń  |
| 19                | LMGTE Am  | #88 Dempsey - Proton Racing | Gian Luca giraudi Ricardo Sánchez Lucas Légeret          | Porsche 911 RSR          | M     | 133  | +10 okrążeń  |
| 20                | LMGTE Am  | #57 Team Project 1          | Ben Keating Felipe Fraga Jeroen Bleekemolen              | Porsche 911 RSR          | M     | 133  | +10 okrążeń  |
| 21                | LMGTE Am  | #54 AF Corse                | Thomas Flohr Francesco Castellacci Giancarlo Fisichella  | Ferrari 488 GTE Evo      | M     | 133  | +10 okrążeń  |
| 22                | LMGTE Am  | #62 Red River Sport         | Bonamy Grimes Johnny Mowlem Charles Hollings             | Ferrari 488 GTE Evo      | M     | 132  | +11 okrążeń  |
| 23                | LMP2      | #37 Jackie Chan DC Racing   | Ho-Pin Tung Ryan Cullen Will Stevens                     | Oreca 07                 | G     | 132  | +11 okrążeń  |
| 24                | LMP2      | #33 High Class Racing       | Mark Patterson Kenta Yamashita Anders Fjordbach          | Oreca 07                 | M     | 132  | +11 okrążeń  |
| 25                | LMGTE Am  | #98 Aston Martin Racing     | Paul Dalla Lana Augusto Farfus Ross Gunn                 | Aston Martin Vantage AMR | M     | 131  | +12 okrążeń  |
| 26                | LMGTE Am  | #86 Gulf Racing             | Michael Wainwright Andrew Watson Benjamin Barker         | Porsche 911 RSR          | M     | 130  | +13 okrążeń  |
| 27                | LMP1      | #4 ByKolles Racing Team     | Tom Dillmann Bruno Spengler Oliver Webb                  | Enso CLM P1/01           | M     | 126  | +17 okrążeń  |
| 28                | LMP2      | #35 Eurasia Motorsport      | Nobuya Yamanaka Nicholas Foster Roberto Merhi            | Ligier JSP217            | M     | 122  | +21 okrążeń  |
| Niesklasyfikowani |           |                             |                                                          |                          |       |      |              |
|                   | LMP2      | #36 Signatech Alpine ELF    | Thomas Laurent André Negrão Pierre Ragues                | Alpine A470              | M     | 106  |              |

### Statystyki

#### Najszybsze okrążenie
| Klasa     | Kierowca               | Zespół                  | Czas     | Okr. |
| --------- | ---------------------- | ----------------------- | -------- | ---- |
| LMP1      | Gustavo Menezes        | #1 Rebellion Racing     | 2:02,154 | 86   |
| LMP2      | António Félix da Costa | #38 JOTA                | 2:05,601 | 113  |
| LMGTE Pro | Kévin Estre            | #92 Porsche GT Team     | 2:16,099 | 33   |
| LMGTE Am  | Augusto Farfus         | #98 Aston Martin Racing | 2:17,287 | 79   |
| Źródło    |                        |                         |          |      |